# هیکین‌لااکسو
هِیْکین‌لااَکْسُو (به فنلاندی: Heikinlaakso) یک منطقهٔ مسکونی در فنلاند است که در هلسینکی واقع شده‌است.